# 美学散步
《美学散步》是一部论文集，由宗白华的22篇美学论文结集出版。这些论文的写成年代为1920年至1979年。

## 内容与观点
书的主要内容为中西方艺术批评与对比。包括绘画，诗歌，书法。
书中对魏晋艺术推崇甚高。
书中认为，魏晋人向外发现了山水自然之美，向内发现了自己的深情。

## 影响
宗白华学贯中西，艺术造诣很高，却极少写作。因此他的唯一一部美学著作就显得益发珍贵。
此书并无明确艺术体系。然而亦有人认为他的艺术体系是东方式的，无法用西方的公式套用。